# Persona (film 2000)
Persona (仮面学園) è un film del 2000 diretto da Takashi Komatsu.

## Trama
Il ritorno improvviso di uno studente, un ragazzo beffeggiato dai compagni, che aveva deciso di abbandonare la scuola desta la curiosità di tutti perché quell’ingenuo è cambiato: è più sicuro di sé e indossa una maschera. Il giorno seguente, il numero di ragazzi che indossano la maschera aumenta vertiginosamente, fino a diventare una vera e propria moda, che incuriosirà anche uno stilista celebre. Una studentessa, che si invaghisce del giovane creatore delle maschere, cerca di scoprire l’origine di questa folle tendenza.

## Distribuzione
Il film è stato distribuito in Italia a partire dal 22 aprile 2005, senza passare per le sale cinematografiche, direttamente in home video per conto della Dynit, in collaborazione con Eagle Pictures.

## Riconoscimenti
- 2000 - Blue Ribbon Awards
  - Miglior attore a Tatsuya Fujiwara